# Fergusonara
× Fergusonara, (abreviado Ferg) en el comercio, es un híbrido intergenérico entre los géneros de orquídeas Brassavola × Cattleya × Laelia × Schomburgkia × Sophronitis. Fue publicado en Orchid Rev.  84(997) cppo: 10 (1976).